# Vladimir Sjagin
Vladimir Nikolajevitsj Shagin (Russisch: Владимир Николаевич Шагин) (18 februari 1932 - 11 april 1999) was een Russisch kunstenaar.
Shagin was een van de leden van de Arefievsky groep die aan het einde van de jaren 50 onder leiding van Aleksandr Arefiev ontstond. Shagin werd geschorst van zijn opleiding aan de academie voor de schone kunsten in Leningrad vanwege "formalisme" (naar verluidt had hij een échte vogelveer op een schilderij geplakt). Hij kon echter zijn opleiding voortzetten aan de Tavricheskaia kunstacademie (tegenwoordig Serov kunstcollege). Uiteindelijk werd hij ook van deze school geschorst vanwege het schilderen van een naakt in een te felle kleur geel. Tijdens zijn periode aan de kunstacademie trouwde hij met collega kunstenaar Natalia Zhilina.
Naast zijn werk als kunstenaar was hij ook nog lid van een Jazz-band waarin hij de rol van basgitarist op zich nam. Ook had hij nog verschillende baantjes om in zijn levensonderhoud te voorzien, zo was hij onder anderen elektricien, lader en fabrieksarbeider. Tussen 1961 en 1968 werd hij onder dwang behandeld in een psychiatrische inrichting. Pas in 1974, toen hij een arbeidsongeschiktheids uitkering kreeg, kon hij zich volledig wijden aan zijn kunst.
Het werk van Shagin is onder andere te zien in het Tetrjakov museum in Sint-Petersburg en het Centre Pompidou in Parijs. 